# (386622) New Zealand
(386622) New Zealand est un astéroïde de la ceinture principale.

## Description
(386622) New Zealand est un astéroïde de la ceinture principale. Il fut découvert le 16 septembre 2009 à Farm Cove par Jennie McCormick. Il présente une orbite caractérisée par un demi-grand axe de 2,30 UA, une excentricité de 0,19 et une inclinaison de 7,1° par rapport à l'écliptique.

## Compléments